# Тюменцев, Игорь Олегович
Игорь Олегович Тюменцев (род. 24 мая 1958, Хадыженск, Краснодарский край) — российский историк, источниковед, краевед. Специалист в области истории России. Доктор исторических наук, профессор. Научный руководитель отдела гуманитарных исследований Южного научного центра РАН (Институт социально-экономических и гуманитарных исследований (ИСЭГИ)), заведующий лабораторией региональной истории и казачества, ректор Волгоградской академии государственной службы (2008—2012), директор Волгоградского института управления — филиала РАНХиГС (2012—2019).
Почётный работник высшего образования РФ, Заслуженный деятель науки Республики Калмыкия.
Ученик профессора Р. Г. Скрынникова (1931—2009).

## Биография
Родился 24 мая 1958 года в городе Хадыженск Апшеронского района Краснодарского края в семье служащих. В 1975 году окончил с отличием среднюю школу № 15 г. Хадыженска, после чего в 1975-1976 годах работал в Хадыженской промыслово-геофизической конторе. В 1976-1978 годах проходил службу в рядах Советской армии.
В 1978-1984 годах обучался на историческом факультете Ленинградского государственного университета, который окончил с отличием. В 1984 начал работать в Волгоградском государственном университете ассистентом кафедры истории СССР.
В 1986-1989 годах обучался в аспирантуре на историческом факультете Ленинградского государственного университета, после чего в 1989 защитил диссертацию кандидата исторических наук «Социально-политическая борьба в России в начале XVII в.: оборона Троице-Сергиева монастыря 1608-1610 гг.».
В 1999 году защитил докторскую диссертацию «Смутное время в России в начале XVII ст.: движение Лжедмитрия II». В 2001 году присвоено учёное звание профессора по кафедре истории России.
Работал в Волгоградском государственном университете до 2008 года: старшим преподавателем (1989-1991), доцентом (1991-2001), профессором (2001-2008) кафедры истории России; деканом исторического факультета (1991-1993), проректором по учебно-методической работе (1993-1996), заместителем директора НИИ Проблем экономической истории России XX в. ВолГУ (1996-2000), проректором по учебной работе и деканом факультета истории и международных отношений (2000), проректором по учебно-воспитательной работе (2001-2005), директором НИИ Проблем экономической истории XX в. ВолГУ и заведующим лабораторией региональной истории и казачества Южного научного центра РАН (2005-2006), проректором по научной работе и заведующим отделом гуманитарных исследований ЮНЦ РАН (2007 г.).
В 2008—2012 ректор Волгоградской академии государственной службы.
В 2012—2019 директор Волгоградского института управления — филиала РАНХиГС.
Заведующий кафедрой государственного управления и политологии Волгоградского института управления — филиала РАНХиГС.

## Организационная и общественная деятельность
- Член экспертного совета Минобразования и науки РФ по общественным наукам;
- член экспертной группы при Представителе Президента РФ в ЮФО;
- председатель совета по защите докторских диссертаций по отечественной и всеобщей истории, источниковедению, историографии;
- член редакционных коллегий научных ежегодников «Экономическая история России», «Стрежень», «Мир Православия», «Вопросы краеведения», «Сталинградская битва в истории России»;
- редактор журнала «Вестник ВолГУ. Серия 4»;
- председатель Волгоградского областного общества краеведов.

## Научные достижения
Автор и соавтор более 180 научных работ, в том числе 4-х авторских, 2-х коллективных монографий, сборника документов и материалов, 2-х учебников и ряда научных статей, опубликованных в России, Венгрии, Польше, Франции.
На основе выполненной научной реконструкции архива Я. Сапеги 1608-1611 гг., являющегося важнейшим документальным комплексом эпохи Смуты, И.О. Тюменцев обосновал точку зрения, согласно которой движение Лжедмитрия II 1608-1610 годов, как и других самозванцев Смутного времени, следует рассматривать как одну из фаз гражданской войны в России, а не как «скрытую» интервенцию.
И.О. Тюменцев также исследует российское казачество как особую этнокультурную общность двойного (военного и хозяйственного) назначения. В соответствии с его концепцией это наиболее активная часть народа, которая могла расширяться за счет показачивания населения в кризисную пору или сокращаться вследствие расказачивания. И.О. Тюменцевым разработаны сценарии возможного развития и использования современного казачьего движения.
И.О. Тюменцев подготовил 3 докторов и 8 кандидатов наук.

## Награды и премии
Награждён нагрудными знаками «Почётный работник высшего образования РФ», «Заслуженный деятель науки Республики Калмыкия», Лауреат Премий Администрации Волгоградской области за 2007 и 2008 годы.

## Научные публикации
- Смута в России в начале XVII столетия: движение Лжедмитрия II / И. О. Тюменцев ; М-во общ. и проф. образования Рос. Федерации, Волгогр. гос. ун-т, Науч.-исслед. ин-т проблем экон. истории России XX в. при Волгогр. гос. ун-те. - Волгоград : Изд-во Волгогр. гос. ун-та, 1999. - 582,[1] с. - Библиогр. в примеч. в конце гл. - ISBN 5-85534-239-5.
- Вопросы краеведения / Под ред. И. О. Тюменцева. - Волгоград : Изд-во Волгогр. гос. ун-та. - В надзаг.: Ком. по культуре Администрации Волгогр. обл., Волгогр. обл. краевед. музей, Волгогр. обл. о-во краеведов, Волгогр. гос. ун-т, НИИ проблем экон. истории России XX в. — Вып. 7 : Материалы XI и XII Краеведческих чтений [2000-2001]. - 2002. - 275,[1] с. - ISBN 5-85534-656-0.
- Очерки по истории Волгоградской епархии Русской православной церкви / И. О. Тюменцев, Н. Д. Барабанов, А. В. Дубаков и др. ; под ред. митр. Волгоградского и Камышинского Германа; Волгогр. епархия Рус. правосл. церкви, Богосл. фак. Цариц. правосл. ун-та преп. Сергия Радонежского, Волгогр. гос. ун-т. - Волгоград : Издатель, 2003. - 366 с. : ил. - ISBN 5-9233-0287-X (в пер.).
- Русский архив Яна Сапеги 1608-1611 годов: Опыт реконструкции и источниковедческого анализа / И. О. Тюменцев, С. В. Мирский, Н. В. Рыбалко и др. ; Под ред. О. В. Иншакова. - Волгоград : Изд-во Волгогр. гос. ун-та, 2005. - 337, [1] с. : ил. ; 22 см.. - (Юбилейная серия «Труды ученых ВолГУ» / М-во образования и науки Рос. Федерации, Волгогр. гос. ун-т ; редсовет: О. В. Иншаков пред. и др. - Библиогр.: с. 293-334. - На авантит.: к 25-летию Волгогр. гос. ун-та. - ISBN 5-9669-0023-X (в пер.).
- Сборник нормативно-правовых документов, регламентирующих деятельность филиалов высших учебных заведений / М-во образования и науки Рос. Федерации, Волгогр. гос. ун-т, Фрол. фил. ; Сост.: И. О. Тюменцев, Т. А. Полянских. - Волгоград : Изд-во Волгогр. гос. ун-та, 2005. - 408, [1] с. - ISBN 5-9669-0065-5.
- Вопросы краеведения / [редкол.: И. О. Тюменцев (отв. ред.) и др.]. - Волгоград : [б. и.], - . - 21 см.. - В надзаг.: Ком. по культуре Администрации Волгогр. обл., Волгогр. обл. краевед. музей, Волгогр. гос. ун-т, Волгогр. обл. о-во краеведов. — Вып. 8 : материалы [XIII и XIV] краеведческих чтений и конференций [2001-2003 гг.]. - 2005. - 541, [1] с. . -  ISBN 5-9233-0427-9.
- Смутное время в России начала XVII столетия : движение Лжедмитрия II = The time of troubles in Russia early in the 17th century : the movement of false Demetrius the Second / И. О. Тюменцев ; [Рос. акад. наук, Юж. науч. центр]. - М. : Наука, 2008. - 685, [1] с. ; 23 см.. - Парал. тит. л. англ. - Библиогр.: с. 630-648. - Библиогр. в примеч. в конце гл. - Указ. имен и геогр. назв.: с. 649-684. - ISBN 978-5-02-035267-4 (в пер.).
- Политическая элита и формирование резерва управленческих кадров : Всероссийская научно-практическая конференция, 16-17 нояб. 2009 г. : Материалы / Отв. ред. И. О. Тюменцев. - Волгоград : Изд-во Волгоградской академии гос. службы, 2009. - 495 с. - В надзаг.: Юж. науч. центр Рос. акад. наук, Администрация Волгогр. обл., Волгогр. акад. гос. службы, Сев.-Кавк. акад. гос. службы. - Библиогр. в конце докл. - ISBN 978-5-7786-0344-8 (в пер.).